# Arioald
Arioald také Arivald či Hariwald (?–636) byl králem Langobardů na území Itálie v letech 626 až 636.

## Životopis
Arioald byl langobardský šlechtic, vévoda z Turína, který vyznával ariánství. Přesto jeho manželkou byla princezna Gundeberga, dcera krále Agilulfa a královny Théodelindy, která byla katolického vyznání. Arioald brzy po svatbě z langobardského trůnu sesadil svého mladého švagra, katolického krále Adaloalda, převzal moc a obnovil arianství. Podle Paula Deacona Adaloald trpěl duševní poruchou, Řehoř z Tours ve svém díle Historia Francorum navíc zminil, že Adaloald nechal bez jakéhokoliv důvodu popravit dvanáct langobardských šlechticů. Informace z dochovaných zdrojů tohoto období jsou značně protichůdné, ale patrně odpor šlechty byl důvodem k sesazení Adaloalda z trůnu a jmenovat králem Arioalda.
Poté, co se Arioald stal králem, nechal svou manželku zavřít do kláštera, přitom ji obvinil ze spiknutí proti němu s toskánským vévodou Tassonem. Zorganizoval zavraždění Tassona v Ravenně za spoluúčasti Byzantinců, kterým za tuto službu zaplatil velkou částkou peněz.
Arioald měl dobré vztahy s franským králem Dagobertem I., kterému pomohl v boji proti králi Sámovi, který stál v čele konfederace slovanských kmenů ve střední Evropě. Podle Fredegarovy kroniky proti Slovanům vytáhly tři jednotky. První jednotkou byla Dagobertova armáda z Austrasie. Druhou jednotku sestavili Langobardi a třetí jednotku tvořila armáda Alamanů, pod vedením vévody Chrodoberta. Langobardi dosáhli vítězství, když slovanské kmeny porazili v Julských Alpách a stejně jako Alamani zajali velké množství slovanských bojovníků, které vzali do otroctví. Austrasijká armáda, pak byla Slovany poražena v bitvě u Wogastisburgu. Arioald také úspěšně bojoval s Avary, které vytlačil zpět na sever během jejich pokusu o invazi do severovýchodní Itálie.